# 徐永来
徐永来（1954年8月16日—），出生在山东青岛，是已退役的著名足球运动员。前中国国家足球队主力球员，司职前锋。退役后担任过多支球队的教练一职。

## 个人简介
徐永来在1970年由山东青年队进入山东一队，之后的十多年间成为山东队征战中国足球甲级联赛不可或缺的一员锋线猛将，帮助球队夺得过全运会冠军以及顶级联赛亚军等卓越成绩。在队期间，其包揽了国内联赛最佳射手、全国最佳阵容等多项个人荣誉，并创造了专业化时期单循环赛中个人进球的最高纪录。
在国家队期间，徐永来曾随队参加过22届奥运会外围赛、82年世界杯小组赛、第七届亚洲杯以及82年世界杯亚大区决赛等重要赛事，作为球队主力前锋斩获了许多重要进球。尤其在第七届亚洲杯小组赛对阵伊朗的比赛中，徐永来在终场前打入关键一球，使球队在落后一球的不利情况下最终顽强逼平了伊朗队。
退役后曾以教练员身份执教过青岛海牛，沈阳海狮，山东鲁能等俱乐部。